# Köttichau

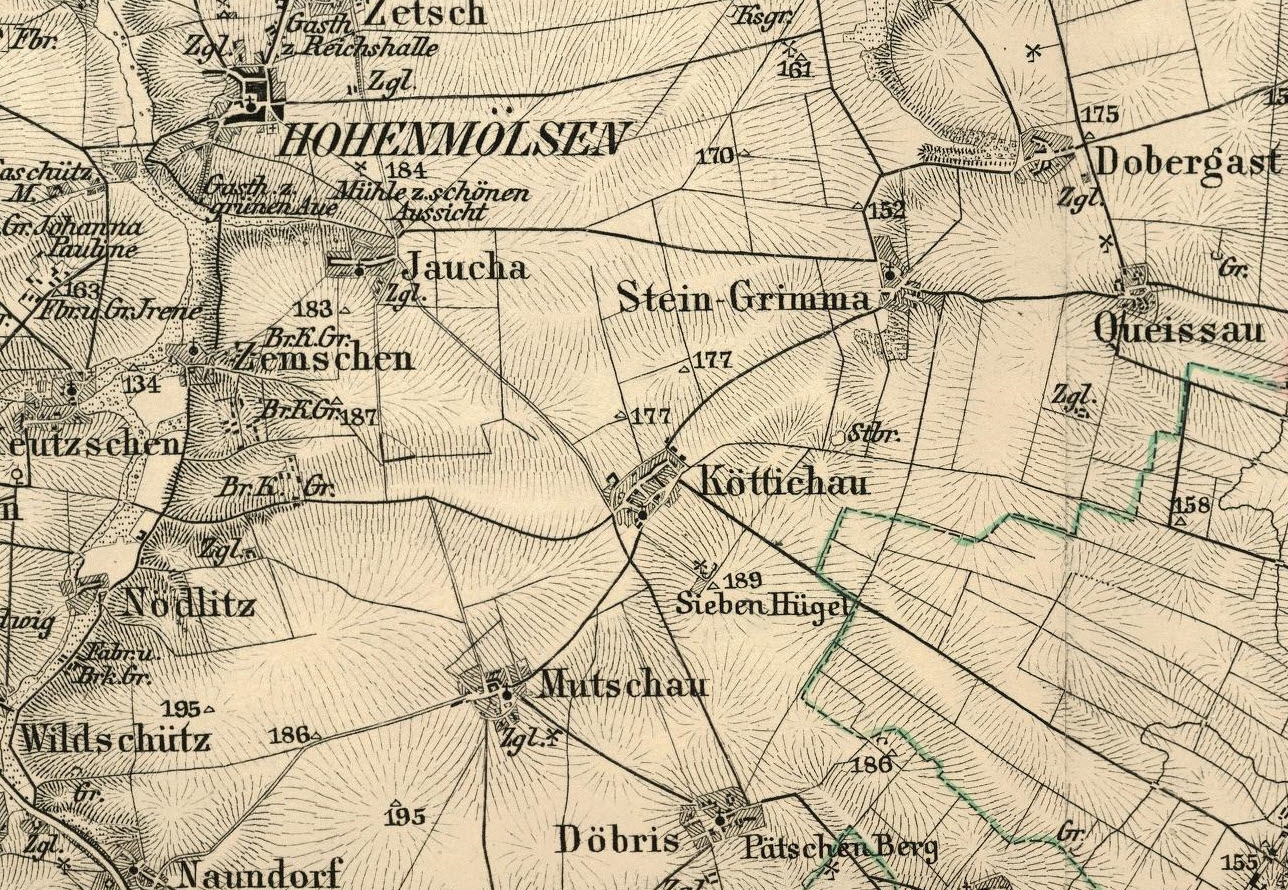
Ortslage Köttichau um 1893

Köttichau war ein ehemaliges Kirchdorf im heutigen Burgenlandkreis in Sachsen-Anhalt. Der Ort lag drei Kilometer südöstlich von Hohenmölsen und neun Kilometer nordwestlich von Zeitz. In Auswirkung des Braunkohlebergbaus wurde zwischen 1960 und 1963 die Einwohnerschaft umgesiedelt, die Gemeinde devastiert und anschließend vollständig überbaggert. Die Rekultivierung der Abraumkippenfläche begann ab dem Jahr 1988. Im Umkreis der Wüstung entstand als Bergbaufolgelandschaft der Freizeitpark Pirkau. Am nordwestlichen Rand der früheren Ortslage befindet sich heute der aus einem Tagebaurestloch entstandene sichelförmige Mondsee.

## Siedlungsgeschichte
Die Siedlung lag in einer fruchtbaren Niederung, ursprünglich umgeben von sieben Hügeln. Diese Sieben Hügel von Köttichau waren später Gegenstand verschiedener archäologischer Forschungen. Sie wiesen auf eine sehr frühe Besiedlung hin, da nach Meinung verschiedener Forscher die Existenz von sieben Hügeln im Altertum bei der Gründung von Orten nicht bedeutungslos gewesen sei. So symbolisierte die Sieben schon vor der christlichen Jahreszählung in allen Kulturen eine magische Zahl mit mehreren Begleiterscheinungen. Die Sieben Hügel von Köttichau dienten nachweislich als Grabstätte, wovon aufgefundene Urnen mit Asche sowie Brakteaten und Speerspitzen aus verschiedenen frühzeitlichen Epochen zeugten.
Das Abtragen dieser Hügel begann schon vor dem 20. Jahrhundert. Mit der sandigen Erde wurden Teiche verfüllt, Felder entwässert und Unebenheiten begradigt. Wie in alten Landkarten eingezeichnet, existierten gegen Ende des 19. Jahrhunderts noch drei der sieben Hügel. Zwei davon hatten mit 177 Metern exakt die gleiche Höhe und lagen nordöstlich der Dorfmitte. Auf einem dieser beiden Hügel befand sich zumindest noch im Jahr 1832 ein riesiger uralter Rüster. Der dritte damals noch erhaltene Hügel war 189 Meter hoch und befand sich in rund 400 Meter Entfernung südöstlich des Dorfes. Er trug die offizielle Bezeichnung Sieben Hügel. Darauf stand mindestens noch im Jahr 1893 eine Windmühle, was ebenfalls alten Landkarten entnommen werden kann.
Einer Vermutung zufolge soll die Ortsbezeichnung auf den Namen des Oberhauptes einer slawischen Familie (Catechov, Coetche, Kotzschauw, Kötge, Gedsche etc.) zurückzuführen sein. Belege dafür existierten zu keiner Zeit. Ferner wird angenommen, dass in der Umgebung von Köttichau vor unserer Zeitrechnung germanische Stämme (Hermunduren) siedelten. Aus den Niederschriften Wiprechts von Groitzsch (1050–1124) lässt sich ableiten, dass später im Laufe der Völkerwanderung in das von den Germanen verlassene Gebiet Wenden eindrangen und im 6. oder 7. Jahrhundert n. Chr. eine kleine Gruppensiedlung gründeten. Grundlage dieser Annahme sind die Funde in den Sieben Hügeln sowie ebenfalls in Köttichau vorhanden gewesene Steinkisten. In diesen wurden im 18. Jahrhundert unter anderem ein Skelett sowie eine Armspange und Sporen aus Bronze geborgen.
Durch den Ort floss die Grunau. Dieser Bach hatte in den Wiesen von Köttichau seine Ursprungsquellen. Er floss in Richtung Bösau, ab da beginnt er heute und trägt die Bezeichnung Grünebach. Die ältesten, heute noch vorliegenden, schriftlichen Hinweise über Köttichau stammen aus dem 12. Jahrhundert. Zu dieser Zeit besaß die Familie von Bünau zumindest Teile des Dorfes als Lehen. Davon übertrug am 17. Januar 1206 der Bischof von Naumburg-Zeitz, Berthold II., im Auftrag von Günther von Bünau zwei Hufe an das Kloster St. Stephan zu Zeitz, dessen Tochter dort als Nonne aufgenommen werden sollte.
Spätestens seit dem 13. Jahrhundert existierte in Köttichau ein Gutshof. Dieser gehörte zeitweise der Familie Bose zu Kotzschauw. Das Vorwerk wurde im Jahr 1354 von den Gebrüdern Berthold, Dietrich und Hans von Poserna betrieben, die den Zehnt der Erträge des Hofes in Naturalien an die Bischöfe von Naumburg entrichteten. Als Mutterkirchdorf fand der Ort seine erste urkundliche Erwähnung durch Withego I. von Ostrau im Jahr 1344 und gehörte bis 1562 zum Bistum Naumburg-Zeitz. Der erste Kirchenbau erfolgte somit lange vor der Reformation. Zur Parochie Köttichau gehörte bis zur Mitte des 19. Jahrhunderts die Kirche in Döbris.
Während der heftigen reformatorischen Auseinandersetzungen im damaligen Kurfürstentum Sachsen fand in der Gemeinde eine Hexenverfolgung statt. Betroffen war ein reicher Bauer namens Simon Seiffart aus Köttichau nebst seiner Frau. Ihnen wurde Zauberei mit Bilsensamen vorgeworfen. Das Bischöfliche Probsteigericht in Zeitz befand die Angeklagten für schuldig und verkündete den Feuertod. Der Schöppenstuhl in Leipzig bestätigte das Urteil. Die Vollstreckung erfolgte an einem Mittwoch vor dem Thomastag 1549 auf einem Scheiterhaufen in Zeitz. Noch im 19. Jahrhundert existierte in Köttichau ein heute in Akten nicht näher beschriebener Kreuzstein. Diese mussten überwiegend zwischen dem 13. und 16. Jahrhundert bei Gewaltverbrechen von tatsächlichen oder vermeintlichen Tätern vor der Vollstreckung ihrer Urteile als Sühnekreuz erworben und aufgestellt werden.
Vor dem Dreißigjährigen Krieg zählte der Ort 58 Häuser. 1632 wurden das Dorf und die Kirche von Kaiserlichen Truppen und 1635 von kursächsischen Soldaten geplündert. Durch Brand verlor Köttichau während des Dreißigjährigen Krieges 33 Häuser. Eine weitere Plünderung der Kirche fand 1654 statt. Ab 1657 übte die Gerichtsbarkeit über die Flur das Amt Weißenfels aus. Der Ort selbst verblieb vorerst bei dem nun reformierten Stift Zeitz. 1661 wurde Köttichau vollständig dem Amt Weißenfels zugeordnet, wobei die Kirche sowie die zur Reformationszeit gegründete Dorfschule Bestandteile der Superintendentur Zeitz blieben. Zwischen 1714 und 1750 erfolgte eine Grunderneuerung und Vergrößerung der Kirche. Nach einem Blitzeinschlag im Jahr 1787 erhielt das Gotteshaus einen neuen Turm mit Uhr. In dem Kirchturm befanden sich drei Glocken, wovon die größte 1596 von Melchior Mörinck in Erfurt gegossen wurde. Die mittlere Glocke stammte aus dem Jahr 1607 und die kleine gemäß einer schlecht erhaltenen Inschrift vermutlich aus dem 13. Jahrhundert.
Im Bearbeitungsgebiet war die große Glocke nicht nur die meistverzierte Glocke der Mörinck-Werkstatt, sondern die meistverzierte Renaissanceglocke überhaupt. Es liegt nahe, dass die aufwendig geschmückte Glocke im Auftrag der Stadt Erfurt gegossen wurde. Der Grund für ihre Verbringung nach Köttichau ist nicht überliefert. Die Glocke existiert noch und ist heute in der nördlichen Portalvorhalle der Sankt-Petri-Kirche in Hohenmölsen abgestellt. Der Verbleib der beiden kleineren Glocken ist unbekannt. Zum Altar der Köttichauer Kirche gehörte ein hochwertiges Kruzifix sowie ein im Jahr 1618 angefertigter fünfseitiger Kanzelkorb aus Holz mit vielen geschnitzten Verzierungen. Der Verbleib dieser Kulturgüter ist nach Abbruch der Kirche (1961) ungeklärt. Eine Fotografie des Kanzelkorbes befindet sich im Landesamt für Denkmalpflege und Archäologie Sachsen-Anhalt.
Nach dem Wiener Kongress wurde Köttichau im Zuge der preußischen Verwaltungsreformen zum 1. Oktober 1816 dem Landkreis Weißenfels zugeordnet, der zum Regierungsbezirk Merseburg der preußischen Provinz Sachsen zählte. Im Jahr 1828 lebten in Köttichau rund 280 Menschen, die bis dahin ausschließlich Getreideanbau und Viehzucht betrieben. Die Dorfschaft setzte sich aus einigen Großbauern, mehreren Kleinbauern und Beschäftigten auf dem Gutshof zusammen. Das Gut Köttichau, seit der Reformation als sogenannte Schöppenhufe steuerfrei, wurde 1815 zu einem preußischen Staatsgut, welches ein verbeamteter Verwalter leitete. Zudem gab es im Dorf einen Hufschmied, einen Gasthof und einen Krämerladen, etwas später eine Kolonialwarenhandlung. Darin befand sich nach 1871 eine Posthülfstelle, die dem Postamt Hohenmölsen unterstand. 1840 zählte der Ort 88 Häuser mit insgesamt 580 Bewohnern.
Während der Gründerzeit zogen mehrere Köttichauer Familien aufgrund der besseren Verdienstmöglichkeiten in die wachsenden Industriestädte. Dementsprechend verzeichnete im Jahr 1877 die Ortschaft einen Rückgang auf 367 Einwohner. In verschiedenen Publikationen ist für Köttichau für das Jahr 1888 die Einwohnerzahl mit 1170 beziffert. Diese Angabe ist falsch. Sie entstammt dem Standesamtslexikon von Preußen, bezieht sich jedoch auf den kompletten Standesamtsbezirk Köttichau. Hintergrund: Ab 1875 wurden im Deutschen Reich aus kleinen benachbarten Gemeinden einheitliche Standesamtsbezirke mit einem gemeinsamen Standesamt gebildet. Neben der Gemeinde Köttichau selbst, zählten zum Standesamtsbezirk Köttichau die Gemeinden:
- Mutschau (1957 devastiert)
- Döbris (1967 devastiert)
- Schwerzau (1967 devastiert)
- Zetzsch
- Jaucha
- Zembschen[24]

Die Funktion des Standesbeamten (Amtsvorsteher) übte der jeweilige Bürgermeister von Köttichau aus, der damit sämtliche Eheschließungen durchführte, Geburten und Sterbefälle registrierte, nebst dazugehörigen Urkunden ausstellte. Die Ausstellung dieser sogenannten Personenstandsurkunden erfolgte im Hause des Amtsvorstehers. Das heißt, das „Standesamt“ befand sich nirgendwo anders als im Wohnzimmer des jeweiligen Köttichauer Bürgermeisters, was in kleinen Gemeinden grundsätzlich überall in Deutschland der Fall war. Hier fand auch die standesamtliche Trauung von Einwohnern der genannten Gemeinden mit einer kleinen Ansprache statt. Der Standesamtsbezirk Köttichau existierte bis Ende Februar 1957.

## Aufschluss der Grube Otto-Scharf
Am 1. Dezember 1912 verzeichnete Köttichau 634 Einwohner. Der Bevölkerungszuwachs hatte verschiedene Gründe. Gegen Ende des 19. Jahrhunderts setzte in Mitteldeutschland eine verstärkte Industrialisierung ein. Die Zahl der Zuckerfabriken stieg rasant an – die Provinz Sachsen wurde zur „Zuckerprovinz“ des Deutschen Reiches. Der enorme Brennstoffbedarf dieser Fabriken, aber auch von Ziegeleien, Brennereien und anderen Betrieben, hatte wesentlichen Einfluss auf die Entwicklung des Braunkohlebergbaus. Die reichen Vorkommen im Zeitz-Weißenfelser Braunkohlerevier prägten die Entwicklung der gesamten Region. Das rasante Wachstum der Bergbauindustrie erforderte die Ansiedlung von Arbeitskräften. Zur Schaffung des notwendigen Wohnraums entstanden in etlichen Gemeinden Bergarbeitersiedlungen, auch in Köttichau.
Zeitgleich entstand im Zeitz-Weißenfelser Revier ein Zweig der chemischen Industrie, der auf Nutzung von Braunkohle basierte. Dabei kam Unternehmern wie Carl Adolph Riebeck das noch bis 1918 geltende kursächsische Bergrecht entgegen, bei welchem der Eigentümer mit dem Kauf eines Flurstückes automatisch die Nutzungsrechte für die darunter liegenden Bodenschätze erwarb. Im restlichen Preußen waren die Bodenschätze Eigentum des Staates. Ein weiteres besonderes Merkmal der Region war die Sedimentation der Kohle. Das Hauptflöz enthielt hier abwechselnde Einlagerungen von bitumenarmer Feuerkohle und bitumenreicher Schwelkohle. An mehreren Orten des Reviers gab es besonders reichhaltige Bitumenkohle mit 30 bis 70 Prozent Teergehalt.
Jedoch stand bis zum Ende des Deutschen Kaiserreiches eine Devastierung von Orten im Bergbaugebiet Weißenfels-Zeitz außer Frage. Erst im Zuge der deutschen Autarkiebestrebungen – die in der Weimarer Zeit begannen, in der NS-Zeit forciert, aber sich niemals vollständig umsetzen ließen, und in der DDR extrem fortgesetzt wurden – setzte sich der staatliche Wille zur Beseitigung ganzer Ortschaften durch. Gaumnitz bildete den Auftakt. Ab 1930 war das rund zehn Kilometer südwestlich von Köttichau gelegene Dorf fast vollständig vom Tagebau umgeben. Bis 1932 wurden die knapp 330 Bewohner umgesiedelt und die Ortslage überbaggert.
Dem folgte 1935 Deuben (Siedlung), rund fünf Kilometer (Luftlinie) südwestlich von Köttichau entfernt. Im Zuge der „nationalen Selbstversorgung“ wurde die Kohleveredlung konsequent ab Mitte der 1930er Jahre auf die Herstellung von Benzin und anderen Kraftstoffen ausgerichtet. Ab 1936 errichtete die A. Riebeck’sche Montanwerke AG bei Deuben ein neues hochtechnisiertes Zentrum der Braunkohleverarbeitung mit eigenem Kraftwerk, moderner Brikettfabrik, Krupp-Ringwalzenpresse und Lurgi-Synthese-Anlage. Ein Jahr später begann die Braunkohle-Benzin AG (BRABAG) mit dem Bau des Hydrierwerks Zeitz, um die eigenen Kapazitäten zur Kraftstofferzeugung zu erweitern und die Schmierölproduktion aus Braunkohlenteer aufzunehmen, der insbesondere aus der Schwelerei Deuben kam.
Gleichfalls begann ab 1937 der von den A. Riebeck’sche Montanwerken betriebene Aufschluss des Tagebaus Otto-Scharf bei Köttichau, auch Otto-Scharf-Grube genannt. Dass unter den Feldern nördlich des Ortes besonders teerhaltige Kohle lagerte, war seit 1909 bekannt. Eine erste professionelle Exploration erfolgte im Jahr 1925. Im April 1939 wurde im Tagebau Otto-Scharf die Förderung der Braunkohle aufgenommen. Für den Abraum war die ausgekohlte Grube Winterfeldt bei Zembschen vorgesehen. Der Name des Großtagebaus bei Köttichau wurde zu Ehren des 1935 verstorbenen Oberbergrats Otto Scharf gewählt.
Diese neue Grube war ein Tagebau der Superlative und ebenfalls mit damaliger Spitzentechnologie ausgestattet. Zum Einsatz kamen unter anderem Eimerketten- und Schaufelradbagger nicht nur im Abraum, sondern auch in der Kohlengewinnung. Ein absolutes Novum war der von Otto Carl Zimmermann konzipierte Eimerkettenschwenkbagger; 1938 der größte Bagger der Welt. Die Schnitthöhe betrug 55 Meter. Mit einem Eimerinhalt von 1,5 m³ erbrachte dieses Gerät eine Tagesleistung von 44.000 m³. Die Gesamtinstallationsleistung aller Antriebe lag bei 2000 kW. Trotz einer Dienstmasse von 1800 Tonnen betrug die spezifische Bodenbelastung nur 1,24 bar.
Eine weitere Neuheit war die zum Abraum- und Kohleabtransport aus der Köttichauer Grube heraus verlegte Werkbahn direkt zu den Weiterverarbeitungsanlagen nach Deuben. Die mit 1200 Volt Gleichspannung elektrifizierten Gleise bestanden aus einer Kruppstahl-Speziallegierung. Die Lokomotiven stammten aus Kassel von Henschel & Sohn. Diese 150-Tonnen-E-Loks mit einer Achslast von 25 Tonnen waren 1938 die schwersten und zugkräftigsten Elektrolokomotiven in Deutschland. Da streckenweise auf einer Länge von nur 550 Metern ein Höhenunterschied von 36 Metern zu überwinden war, entschieden sich die Ingenieure für ein hochleistungsfähiges Zahnradbahnsystem von Emil Strub, über das die bis zu 560 Tonnen schweren Güterzüge mitsamt den Adhäsionslokomotiven geschleppt werden konnten. Die beiden an diesen Stellen eingesetzten Lokomotiven der Maschinenfabrik Esslingen lieferte die Maschinenfabrik Esslingen in Zusammenarbeit mit Brown, Boveri & Cie. (BBC); sie waren für mehrere Jahre die stärksten Zahnradlokomotiven der Welt.
Der Tagebau Otto-Scharf lag nördlich von Köttichau, reichte jedoch bis zu seinem Betriebsende im Jahr 1946 nicht an den Ort heran. Wie den heute noch im Landesarchiv Sachsen-Anhalt vorhandenen „Besprechungsniederschriften in bergwirtschaftlichen Fragen zur Grube bei Köttichau“ entnommen werden kann, stand zwischen 1932 und 1945 eine Überbaggerung der Ortschaft nicht annähernd zur Diskussion und wurde auch nicht in Erwägung gezogen. Vielmehr existierten ab 1941 beim Bergamt Zeitz Pläne zur Wiederurbarmachung der Tagebaufläche vor Köttichau. Zur Sicherheit der Einwohner ließ das Bergamt bereits im Jahr 1936 in der Gemeinde sechs Brunnen zur Wasserkontrolle und Grundwasserspiegelbeobachtung anlegen. Die Messungen zeigten bis Mitte der 1950er Jahre keine Grundwasserabsenkung.
Ferner wurden in den 1930er Jahren die Straßen von Hohenmölsen und Zeitz nach Köttichau neu ausgebaut, die Wege im Dorf gepflastert, die Schule renoviert und einige Bauernhöfe erweitert. Der Ort blieb unverändert landwirtschaftlich geprägt; Ackerbau und Viehzucht verlagerte sich auf das westliche und südliche Gemeindegebiet. Der Gutshof, dessen nördliche Felder vom Tagebau betroffen waren, stellte ab 1933 seine Produktion überwiegend auf Schweinezucht um. Eine größere regionale Bekanntheit erlangte zu dieser Zeit die Köttichauer Gaststätte „Tropfsteinhöhle“, deren illuminierte Decken und Wände mit viel Gips und Pappmaché detailgetreu einer Tropfsteinhöhle nebst Stalaktiten nachempfunden war.
Dennoch sank die Einwohnerzahl in Köttichau von 759 im Jahr 1933 auf 665 im Jahr 1939. Diese Entwicklung hing jedoch nicht mit dem Tagebau zusammen, deutschlandweit setzte ab 1933 in ländlichen Regionen wegen der weitaus besseren Erwerbsmöglichkeiten in den Städten eine erhebliche Landflucht ein.
Abgesehen von den verheerenden Luftangriffen auf das Hydrierwerk in Zeitz, verursachte der Zweite Weltkrieg in den Braunkohlenwerken des Reviers nur geringe Schäden. Dabei zählten die Riebeck’sche Montanwerke in Deuben nebst der Otto-Scharf-Grube zu kriegswichtigen Produktionsstätten. In unmittelbarer Nähe zu Deuben und Köttichau befanden sich Vernebelungsanlagen sowie zwischen Tröglitz und Köttichau eine Flak-Stellung. Diese war mit Acht-Acht-Geschützen ausgestattet und gehörte zur Flakgruppe Zeitz der 14. Flak-Division. Gegen Kriegsende wurde der „Zeitzer Flakschutzgürtel“ auf 14 Flak-Batterien mit 100 Flugabwehrkanonen sowie zwei mobilen Flak-Batterien auf fahrbaren Eisenbahnlafetten verstärkt.
Nach Auflösung der Provinz Sachsen zum 1. Juli 1944 gehörte Köttichau zur neu entstandenen Provinz Halle-Merseburg, verblieb jedoch im Landkreis Weißenfels. Im Frühjahr 1945 wurde das Kreisgebiet durch Streitkräfte der Vereinigten Staaten besetzt.

## Kriegsende und Demontagen
Aus Richtung Weißenfels nordwestlich kommend, erreichten am 12. April 1945 Einheiten des V. US-Corps Köttichau. Das Dorf wurde kampflos übergeben. Jedoch fand an diesem Tag etwa vier Kilometer südlich von Köttichau noch ein Gefecht an der Flak-Stellung vor Tröglitz statt, bei welchem mehrere in den Kampf geschickte HJ-Jungen und RAD-Jugendliche sinnlos ihr Leben verloren. Der Einmarsch der US-Truppen in Köttichau sowie deren ein Vierteljahr andauernde Besetzung der Provinz Halle-Merseburg verlief gemäß der Aussagen verschiedener Zeitzeugen relativ zivilisiert. Es kam zu keinen Enteignungen oder Vergeltungsmaßnahmen gegenüber der Zivilbevölkerung. Dies änderte sich schlagartig am 1. Juli 1945. Gemäß dem Zonenprotokoll rückten an diesem Tag die US-Streitkräfte aus Mitteldeutschland ab und überließen das Gebiet im Tausch mit West-Berlin der Sowjetischen Besatzungsmacht. Deren Rote Armee war für die nun einsetzenden Verhaftungen, Verschleppungen, Enteignungen und Demontagen verantwortlich.
Im August 1945 wurden alle Großbauern und das Gut in Köttichau entschädigungslos enteignet sowie ohne jegliche Registrierung Beuteaktionen von Sachwerten, darunter viele Wertgegenstände aus öffentlichem und Privatbesitz, durchgeführt. Die komplette Demontage der Tagebauausrüstung begann bereits am 5. Juli 1945. Darunter fielen vier Turbinen, sämtliche Pumpen, Abraumförderbrücken, Werkzeugmaschinen, alle Zugmaschinen, Loren, Gleise und die Kettenbagger. Der Abtransport dauerte bis November 1945. Weil die Sowjets die hochmodernen Anlagen nicht bedienen konnten, nahmen sie gleich mehrere Bergbaufachkräfte der Riebeck’schen Montanwerke AG mit. Eine Anrechnung auf das sowjetische Reparationskonto fand für diese Beutetransporte nicht statt. Der seinerzeit weltweit größte Eimerkettenschwenkbagger aus der Otto-Scharf-Grube ging komplett zerlegt zuerst in den Tagebau RG1-1 am Schwarzen Meer und ab 1970 in den Tagebau Morosowskij (Ukraine), wo er zumindest im Mai 2003 noch in Betrieb gewesen sein soll.
Nach den Demontagen kam der Tagebaubetrieb bei Köttichau vollständig zum Erliegen. Am 21. September 1945 wurden die Bergingenieure Julius Holzschuher, Otto Fischer, Rudolf Franke, Max Gerstenberger, Siegfried Junge, Fritz König und Georg Silbermann von Angehörigen der Roten Armee verhaftet und am 11. Dezember 1945 im Speziallager Nr. 2 in Buchenwald wegen angeblicher Kriegsverbrechen erschossen. Die Generalstaatsanwaltschaft der Russischen Föderation erklärte 1994 die Urteile für Unrecht und rehabilitierte die Betriebsleiter der Deubener Braunkohlenwerke und Grube Otto-Scharf postum. Möglicherweise widersetzten sich die ehemaligen Führungskräfte den Demontagebefehlen oder standen den damaligen Besatzern bei ihren weiteren Plänen ganz einfach nur im Wege.
So folgte im Juni 1946 die Überführung der Riebeck’sche Montanwerke AG in eine Sowjetische Aktiengesellschaft (SAG) und die Umbenennung der Otto-Scharf-Grube in Tagebau Einheit. Damit ging die Sowjetische Militäradministration in Deutschland (SMAD) auf eine Entnahme der von ihr erhobenen Reparationsansprüche aus der laufenden Produktion über. Die Prüfung der „Wiedereinrichtung der Grube Einheit, früher Otto-Scharf-Grube, 1946“ erfolgte per schriftlicher Anordnung. Kommunistische deutsche Kader erstellten daraufhin ein Gutachten mit der Bezeichnung „Folgen der Demontagen Otto-Scharf-Grube“ und kamen darin zu dem Ergebnis, dass der Tagebau bei Köttichau aufgrund der vollständig fehlenden Ausrüstung nicht weiter betrieben werden könne. Somit erfolgte 1946 die Stilllegung der Grube.
Sämtliche Tagebaue der ehemaligen Riebeck’sche Montanwerke AG, auch die nicht mehr betriebenen, verblieben bis 1952 im Eigentum einer SAG und wurden anschließend in einen Volkseigenen Betrieb der DDR überführt. Wegen der nicht mehr vorhandenen Pumpen stieg der Grundwasserspiegel in der Grube Einheit erheblich, sodass es zwischen 1952 und 1953 zu mehreren erosionsbedingten Rutschungen bei der Dorflage Köttichau kam. Gegenmaßnahmen wurden nicht ergriffen. Fortan nutzten die Köttichauer Kinder ein Restloch des Tagebaus als Badesee. Hingegen trocknete ab diesem Zeitpunkt die immer noch durch den Ort fließende Grunau zunehmend aus und verkam zu einem „Rattenbach“.

## Zerstörung
Nach Gründung der DDR erfolgten ab dem Jahr 1950 verschiedene Kreisreformen, in deren Folge Köttichau am 25. Juli 1952 dem neu gebildeten Kreis Hohenmölsen im Bezirk Halle zugeordnet wurde. Bis 1948 stieg infolge der Flucht und Vertreibung der deutschen Bevölkerung aus den Ostgebieten des Deutschen Reiches die Einwohnerzahl in Köttichau auf über 1000. Konkrete Angaben dazu liegen nicht mehr vor. Insgesamt hatte der Landkreis Weißenfels 43.836 Flüchtlinge und Vertriebene aufzunehmen, wovon ein großer Teil Sudetendeutsche waren.
In der DDR erreichten Braunkohlenabbau und Umsiedlungen eine neue Dimension. Die DDR setzte zur Energieerzeugung nahezu ausschließlich heimische Braunkohle ein. Die Maximierung der Fördermengen führte zur Inanspruchnahme riesiger Flächen. Orte, die in den Kohlefeldern lagen, wurden konsequent abgebaggert. Die größte Zahl der Ortsabbrüche und Umsiedlungen in Mitteldeutschland fiel daher in die Zeit der DDR. Jahrhunderte alte Gutshöfe, Schlösser und Kulturdenkmale wurden zerstört, ganze Wälder gerodet, Flüsse und Bäche verlegt, betoniert vertieft, kanalisiert oder eingedeicht. Der Abbau der Braunkohle erfolgte in der DDR praktisch ohne Rücksicht auf Menschen oder Umweltbelange. Die Zerstörung, oder das Abbaggern, von Ortschaften wurde von staatlicher Seite etwas verharmlosend klingend Devastierung genannt. Diese Bezeichnung setzte sich nach 1990 auch zunehmend in westdeutschen Tagebaugebieten durch.
Irgendwelche Mitspracherechte oder Möglichkeiten des Widerspruchs gegen eine geplante Devastierung hatten die Menschen in der DDR nicht. Vorherrschende Praxis war die Umsiedlung der Betroffenen in Neubaublöcke oder Plattenbauten. Entschädigungen wurden grundsätzlich nicht gewährt. Die in der Landwirtschaft tätigen Familien erhielten in der Regel keine Neubauwohnung in den Städten, sondern wurden in naheliegende Dörfer umgesiedelt, wo eine LPG bestand. Mit dem Beschluss zur Umsiedlung – bis zum Abriss konnten fünf oder mehr Jahre vergehen – verlor der zur Devastierung vorgesehene Ort unweigerlich seine Zukunftsperspektive. Häufig verließen viele Bewohner den Ort schon vorher, was staatlicherseits erwünscht war. Denn für diese Betroffenen musste kein neuer Wohnraum geschaffen werden und diese ehemaligen Einwohner kamen in keiner Statistik zum Vorschein.
1949 fiel der Entschluss, den ab 1940 betriebenen Tagebau Pirkau in nördliche Richtung zu erweitern. Diesem Tagebau fielen als erste Orte Pirkau (1951), Streckau (1954) und Mutschau (1957) zum Opfer. 1955 fiel der Beschluss, Köttichau in das Nordfeld des Tagebaus Pirkau einzubeziehen. Die offizielle Bekanntgabe der Devastierung erfolgte jedoch erst 1957. Ab 1960 begann die Räumung Köttichaus. 1961 erfolgte die Sprengung der Kirche. Bis Ende 1962 waren alle Gebäude zerstört und schon Anfang 1963 vollständig überbaggert. Im gleichen Jahr wurde Köttichau aus dem Gemeindeverzeichnis gelöscht. Damit endete offiziell die Existenz des Ortes.

## Agitation und Propaganda
Nach offiziellen Angaben mussten zwischen 1947 und 1967 im Bereich des ehemaligen Tagebaus Pirkau insgesamt rund 2800 Menschen ihre Heimat verlassen. Diese Angaben sind jedoch mit Vorsicht zu betrachten, da die Einwohnerzahlen der devastierten Orte insbesondere zu DDR-Zeiten bewusst heruntergerechnet wurden. Damit sollten Protestaktionen vermieden werden und in der Öffentlichkeit der Eindruck entstehen, dass nur wenige Menschen von Ortsabbrüchen und Umsiedlungen betroffen seien. So wurde die Anzahl der umgesiedelten Köttichauer mit offiziell 795 angegeben. Für diese entstanden Neubausiedlungen in Hohenmölsen und Zeitz.
Tatsächlich „starb“ Köttichau spätestens ab Bekanntgabe der Devastierung langsam aus. Für die Öffentlichkeit wurde der Ort als reines Bergarbeiterdorf dargestellt. Der VEB Braunkohlenwerk ‚Erich Weinert‘ Deuben veröffentlichte sogar ein Buch mit dem Titel Köttichau – Chronik eines Bergarbeiterdorfes. Auf 151 Seiten sind darin überwiegend die biologischen und geologischen Verhältnisse der ehemaligen Gemeinde nebst bergbaulicher Flurkarten dargestellt. Diese Chronik suggerierte, dass in Köttichau ausschließlich Bergarbeiter lebten, für die eine Umsiedlung im Interesse der Allgemeinheit eine Selbstverständlichkeit gewesen sei.
Köttichau war jedoch kein reines Bergarbeiterdorf. Bis zur Mitte der 1950er Jahre weigerten sich mehrere Köttichauer Bauern der LPG in Hohenmölsen beizutreten. An dem Aufstand vom 17. Juni 1953 nahmen sowohl enteignete Bauern aus Köttichau bei Demonstrationen in Hohenmölsen als auch Bergleute aus Köttichau bei Arbeitsniederlegungen in den Gruben des Braunkohlenwerks Deuben teil. Als Reaktion auf den Schock des Aufstandes im ländlichen Raum wurde zunächst der Druck zur Bildung weiterer Landwirtschaftlicher Produktionsgenossenschaften zurückgenommen. Darüber hinaus erhielten zwölf Großbauern im Kreis Hohenmölsen, einer davon aus Köttichau, ihre enteigneten Höfe vorübergehend zurück.
In den Bergbaubetrieben erfolgten nach dem Aufstand eine Herabsetzung der Norm, eine Erhöhung der Prämien bei Planerfüllung sowie bei Erfüllung oder Über-Erfüllung der Norm eine Erhöhung der bezugsberechtigten Menge an Grubenfusel. Keine Veränderung erfolgte im Arbeits- und Sicherheitsschutz. Dass die Kumpel katastrophalen Bedingungen ausgesetzt waren, die sich Bergleute in Westdeutschland nicht vorstellen konnten, galt als Gegebenheit, an der sich bis zum Ende der DDR nichts änderte und die faktisch offiziell eingestanden wurde. So erhielten Bergleute in Braunkohlerevieren wie Deuben unter anderem ab 1959 wegen der gesundheitsgefährdenden Arbeitsbedingungen mit toxischen Gasen und Stäuben einen zusätzlichen Lohn sowie später eine höhere Rente.
Neueren Forschungen zufolge haben nach der gewaltsamen Niederschlagung des Volksaufstandes ab 1953 nicht nur zahlreich Ärzte, Akademiker oder Bauern die DDR verlassen: An dem Massenexodus bis 1961 nahmen auch etliche Bergmannsfamilien teil. In den Braunkohlekombinaten mussten Protokolle und monatlich offiziell so bezeichnete Westfluktuationsmeldungen zusammengestellt werden. Darin waren „Abgänge“, aber auch „Zugänge“ aus Westdeutschland erfasst, wobei die „Abgänge“ aus der DDR dramatisch überwogen. Als Gegenmaßnahme verteilten SED-Funktionäre Publikationen zur „Lage der Bergarbeiter in Westdeutschland“ oder fertigten Plakate mit abgebildeten hungernden Kindern und der Überschrift „Hinter der Fassade des Wirtschaftswunders“ an.
Nach dem Aufstand 1953, spätestens jedoch nachdem die Zerstörung Köttichaus bekanntgegeben wurde, flohen mehrere Einwohner nach Westdeutschland. Dabei handelte es sich um alteingesessene Köttichauer Bauernfamilien sowie im Ort seit 1945 lebende sudetendeutsche Flüchtlinge, die im Braunkohlenwerk Deuben arbeiteten und geglaubt hatten, in Köttichau ein neues Zuhause gefunden zu haben. Ferner floh 1958 eine Gruppe Jugendlicher aus Köttichau mit Unterstützung von Fluchthelfern über Westberlin ins Ruhrgebiet. Zwei davon hatten gerade ihre Ausbildung als Bergbaumaschinist im Deubener Braunkohlenwerk beendet und fanden auf Zeche Prosper in Bottrop eine neue Tätigkeit. Überdies bestand in den 1950er Jahren eine Kommission aus dem Ruhrgebiet, die mit Kenntnis der Bundesregierung in Bonn systematisch Bergleute aus der DDR anwarb. Historiker sprechen von einer regelrechten Rekrutierungswelle, die so erfolgreich war, dass der Arbeitskräftebedarf im Ruhrbergbau bis 1961 größtenteils mit DDR-Flüchtlingen, bei denen es sich überwiegend um junge Männer handelte, gedeckt werden konnte.

## Gegenwart
Nach 1963 wurde mit dem Abraum des nördlichen Tagebaufeldes Pirkau die ehemalige Grube Einheit verfüllt. Dieser Prozess endete 1971. Die Auskohlung des gesamten Tagebaus Pirkau war bereits 1969 abgeschlossen. Anschließend wurde der Tagebau Pirkau mit Abraummassen aus dem Tagebau Profen verkippt. In den folgenden Jahrzehnten glich die Gegend einer Mondlandschaft.
Am 21. November 1986 beschloss der Rat der Stadt Hohenmölsen, in Abstimmung mit dem Direktorium des Braunkohlenwerks in Deuben, die Rekultivierung sämtlicher Flächen des ehemaligen Tagebaus Pirkau. Zu dieser Zeit befand sich am nordwestlichen Rand der früheren Ortslage von Köttichau ein kleines wassergefülltes Restloch. Daraus entstand der Mondsee, dessen zunehmende Füllung ab Ende der 1980er Jahre durch die Einleitung von Grundwasser beschleunigt wurde. Die bergmännischen Arbeiten zur Profilierung und Gestaltung der künftigen Bergbaufolgelandschaft begannen ab 1988. Rund um den See wurden auf einem etwa 37 Hektar großen Gebiet über 1000 Bäume und 3000 Sträucher angepflanzt.
Weitere Aufforstungen folgten. Um den See entstand ein Wald; dicht bewachsene Ufer, Sumpf-, Schilf- und Röhrichtbiotope lassen heute die bergbauliche Vergangenheit kaum noch erahnen. Das gesamte Naherholungsgebiet erstreckte sich bereits im Jahr 2013 auf 85 Hektar und hat sich zu einem Rückzugsgebiet für geschützte Pflanzen- und Tierarten entwickelt. Dazu zählen beispielsweise die Schwarz-Pappel, das Steifblättrige Knabenkraut, der Sumpf-Sitter und der Graue Lärchen-Röhrling. Eine beständig zunehmende Population der Großen Rohrdommel weist auf zahlreich vorhandene Reptilien, Kleinfische, Frösche sowie Amphibien und Wasserinsekten hin. Im Jahr 2006 wurden bereits 500 Blässhühner und Enten gezählt, die ansonsten nur in weit entfernten Naturschutzgebieten, beispielsweise am Bodensee oder in Norwegen und Schweden, beheimatet sind.
Wie sehr sich die in der Region lebenden Menschen unverändert mit den in ihrer Umgebung zerstörten Dörfern identifizieren und wie bedeutsam die Aufarbeitung der bergbaulichen Vergangenheit ist, bezeugen die ab 2014 entstandenen Wandelgänge am Mondsee. Sie sind den Menschen gewidmet, die aufgrund der Braunkohlenförderung ihr angestammtes Zuhause verlassen mussten und nicht selten noch immer unter dem Verlust der alten Heimat leiden. An der Entstehung des Projektes wirkten, neben vielen anderen, auch ehemalige Köttichauer mit. Die Wandelgänge führen symbolisch zu den 15 durch die Tagebaue Pirkau und Profen zerstörten Ortschaften. Jedes Dorf wird durch eine Steinplatte gekennzeichnet, die mit dem Ortsnamen versehen ist und den Umriss des Dorfes wiedergibt. Die Steinplatten sind maßstabsgerecht entsprechend der Landkarte vor Beginn der Devastierung angeordnet und durch einen umlaufenden Weg miteinander verbunden. Die Fläche innerhalb des umlaufenden Weges ist als Labyrinth aus Hainbuchenhecken gestaltet. Seit September 2017 befinden sich neben den Steinplatten 15 Metallstelen. Durch ihre Höhe von 2,20 Meter ragen sie gleichsam Kirchtürmen aus dem Labyrinth hervor und sind von einem Aussichtspodest sowie aus größerer Entfernung gut zu sehen.